# Nomada nigrovaria
Nomada nigrovaria är en biart som beskrevs av Pérez 1896. Nomada nigrovaria ingår i släktet gökbin, och familjen långtungebin. Inga underarter finns listade i Catalogue of Life.